# آرچیبالد مک‌لیش
آرچیبالد مک‌لیش (به انگلیسی: Archibald MacLeish) (زاده ۷ مه ۱۸۹۲ – درگذشته ۲۰ آوریل ۱۹۸۲) شاعر، نویسنده و نهمین کتابدار کتابخانه ملی کنگره آمریکا بود. وی از سال ۱۹۳۹ تا ۱۹۴۵ عهده‌دار این سمت بود که آن را با ترغیب رئیس‌جمهور فرانکلین دلانو روزولت پذیرفت.